# Гімн Каталонії
Алс Сагадо́с (кат. Els Segadors, укр. женці) — офіційний та національний гімн Каталонії. Гімн нагадує про події Війни женців у XVII ст.
Сучасний текст написано Амілі Ґуаньябентсом (кат. Emili Guanyavents) у 1899 р., однак у ньому використовуються мотиви народних переказів, зібраних та опублікованих до цього письменником і філософом Мануелем Міла-і-Фунтаналсом (кат. Manuel Milà i Fontanals) у 1882 р. Музику написано Франсеском Аліо (кат. Francesc Alió) у 1892 р., до неї інтегровано мелодію пісні, яка вже існувала на той час. Сучасний гімн є продовжувачем традиції народних пісень, які з'явилися після повстання Каталонії у 1640 р. проти короля Філіпа IV.
Законом Парламенту Каталонії від 25 лютого 1993 р. «Алс Сагадóс» було проголошено національним гімном Каталонії. Стаття 8.1 «Статуту Автономії» від 2006 р. зазначає: «Каталонія, що її визначено як націю у статті 1, має національні символи — прапор, національне свято та гімн». Стаття 8.4 зазначає: « Гімном Каталонії є „Алс Саґадóс“».
Офіційний запис було зроблено та поширено у 1994 р.

## Історія
У 1630-х роках, через 30-річну війну з Францією, у Русільйоні було розміщено особливо великий іспанський військовий контингент. Місцевим селянам було наказано годувати солдатів та надавати їм житло. 7 червня 1640 р. розпочалося повстання, відоме, як «Corpus de Sang»: відразу постраждало багато королівських чиновників. Жанаралітат (уряд) Каталонії перенаправив повстання у інше русло — проти домінування кастильців та за незалежність Каталонії.
Війна Женців (кат. Guerra dels Segadors) (1640 — 1652 р.р.) розпочалася як повстання саме селян у Барселоні.
Президент Жанаралітату Пау Кларіс (кат. Pau Claris), проголосив Каталонську Республіку під протекторатом Людовіка XIII, короля Франції. У 1652 р. Каталонію знову зайняли іспанські війська. Війна з Францією тривала до 1659 р., коли відповідно до Піренейського мирного договору до Франції відійшли каталонські повіти Русільйон, Кунфлен, Баляспі, Капсі, а також північна частина Сарданьї.
З часів «Війни женців» залишилася пісня, яка стала основою сучасного гімну. Текст Амілі Ґуаньябентса у 1899 р. виграв конкурс Союзу каталаністів (кат. Unió Catalanista), а оскільки текст був «політичним», це спровокувало велику дискусію у суспільстві.
Франсеск Пужол (кат. Francesc Pujol) адаптував гімн для кобли, Жуан Лямот — для оркестру, Жузеп Віаде — для хору а Антоні Рос-Марба — для симфонічного оркестру.

## Сучасна версія гімну каталанською мовою
Catalunya triomfant,

tornarà a ser rica i plena.

Endarrera aquesta gent

tan ufana i tan superba.

Bon cop de falç,

Bon cop de falç,

Defensors de la terra!

Bon cop de falç!

Ara és hora, segadors.

Ara és hora d'estar alerta.

Per quan vingui un altre juny

esmolem ben bé les eines.

Bon cop de falç,

Bon cop de falç,

Defensors de la terra!

Bon cop de falç!

Que tremoli l'enemic

en veient la nostra ensenya.

Com fem caure espigues d'or,

quan convé seguem cadenes.

Bon cop de falç,

Bon cop de falç,

Defensors de la terra!

Bon cop de falç!

## Український переклад
Переможна Каталоніє,

Знову ти станеш багатою та заможною.

А з тими, хто були таким погордливими та злими,

Буде покінчено.
Приспів
Добре махнімо серпом,

Ще раз махнімо серпом,

Захисники нашої землі -

Добре махнімо серпом.
Женці, наш час настав -

І це час зібрати всі сили,

Бо коли прийде інший червень

Ми знову візьмемося за наші серпи.
Приспів
Добре махнімо серпом,

Ще раз махнімо серпом,

Захисники нашої землі -

Добре махнімо серпом.
Нехай ворог тремтить,

Бачачи наш прапор.

І як від наших серпів падає на землю золоте колосся,

Прийшов час скинути нам наші ланцюги.
Приспів
Добре махнімо серпом,

Ще раз махнімо серпом,

Захисники нашої землі -

Добре махнімо серпом.

## Оригінальна версія гімну (довша)
Catalunya, comtat gran,

qui t'ha vist tan rica i plena!

Ara el rei Nostre Senyor

declarada ens té la guerra.

Segueu arran!

Segueu arran,

que la palla va cara!

Segueu arran!

Lo gran comte d'Olivars

sempre li burxa l'orella:

-Ara és hora, nostre rei,

ara és hora que fem guerra.-

Contra tots els catalans,

ja veieu quina n'han feta:

seguiren viles i llocs

fins al lloc de Riu d'Arenes;

N'han cremat un sagrat lloc,

que Santa Coloma es deia;

cremen albes i casulles,

i caporals i patenes,

i el Santíssim Sagrament,

alabat sia per sempre.

Mataren un sacerdot,

mentre que la missa deia;

mataren un cavaller,

a la porta de l'església,

en Lluís de Furrià,

i els àngels li fan gran festa.

Lo pa que no era blanc

deien que era massa negre:

el donaven als cavalls

sols per assolar la terra.

Del vi que no era bo,

n'engegaven les aixetes,

el tiraven pels carrers

sols per regar la terra.

A presència dels parents

deshonraven les donzelles.

Ne donen part al Virrei,

del mal que aquells soldats feien:

-Llicència els he donat jo,

molta més se'n poden prendre.-

Sentint resposta semblant,

enarboren la bandera;

a la plaça de Sant Jaume,

n'hi foren les dependències.

A vista de tot això

s'és avalotat la terra:

comencen de llevar gent

i enarborar les banderes.

Entraren a Barcelona

mil persones forasteres;

entren com a segadors,

com érem en temps de sega.

De tres guàrdies que n'hi ha,

ja n'han morta la primera;

ne mataren al Virrei,

a l'entrant de la galera;

mataren els diputats

i els jutges de l'Audiència.

Aneu alerta, catalans;

catalans, aneu alerta:

mireu que aixís ho faran,

quan seran en vostres terres.

Anaren a la presó:

donen llibertat als presos.

El bisbe els va beneir

Amb la ma dreta i l'esquerra:

-On és vostre capità?

On és vostre bandera?-

Varen treure el bon Jesús

Tot cobert amb un vel negre:

-Aquí és nostre capità,

aquesta és nostre bandera.-

A les armes catalans,

Que ens ha declarat la guerra!

Segueu arran!

Segueu arran,

que la palla va cara!

Segueu arran!